# 微服私访
微服出巡，又曰微服私訪、改扮私訪，是指帝王或大官為了巡幸狩獵或深入民间了解情况而换装平民便服出行。 微，动词，作“藏匿、隐蔽”意。微服，意即为隐藏身份而改穿平民的服装，或脱逃，或出访。
微服私访这种行为早在战国时代便有记载，《韩非子·外储说右下》：“齐桓公微服以巡民家。”而在典籍或古裝戲劇中，常以「白龍魚服」代稱，典故出自劉向《說苑·正諫》：「昔白龍下清泠之淵﹐化爲魚﹐漁者豫且射中其目。」
皇帝微服出巡雖然有可能成為體察民情的佳話，但有些君主本身是為個人享樂而微服出巡，而大臣又剛正不阿、堅決反對，就可能變成明武宗南巡之爭這種悲劇。
清朝康熙帝和乾隆帝都曾多次南巡，出游各省，体察民情；后人有改编杜撰电视连续剧《康熙微服私访记》。
在武侠小说《白眉大侠》中，“八王”赵德芳为协助开封府尽快捉拿真凶，亲自微服私访，结果在寻访中被敌人的眼线识破身份，将其捉拿并扣押起来。